# North Devon
Il North Devon è un distretto locale del Devon, Inghilterra, Regno Unito, con sede a Barnstaple.
Il distretto fu creato con il Local Government Act 1972, il 1º aprile, 1974 dalla fusione del municipal borough di Barnstaple con il Distretto urbano di Ilfracombe, il Distretto urbano di Lynton, il Distretto rurale di Barnstaple e il Distretto rurale di South Molton.

## Parrocchie civili
- Arlington
- Ashford
- Atherington
- Barnstaple
- Berrynarbor
- Bishop's Nympton
- Bishop's Tawton
- Bittadon
- Bratton Fleming
- Braunton
- Brayford
- Brendon
- Burrington
- Challacombe
- Chittlehamholt
- Chittlehampton
- Chulmleigh
- Combe Martin
- Countisbury
- East and West Buckland
- East Anstey
- East Down
- East Worlington
- Filleigh
- Fremington
- Georgeham
- George Nympton
- Goodleigh
- Heanton Punchardon
- High Bullen
- Ilfracombe
- Instow
- Kentisbury
- King's Nympton
- Knowstone
- Landkey
- Loxhore
- Lynton and Lynmouth
- Mariansleigh
- Martinhoe
- Marwood
- Meshaw
- Molland
- Mortehoe
- Newton St Petrock
- Horwood, Lovacott and Newton Tracey
- North Molton
- Parracombe
- Queen's Nympton
- Rackenford
- Romansleigh
- Rose Ash
- Satterleigh and Warkleigh
- Shirwell
- South Molton
- Stoke Rivers
- Swimbridge
- Tawstock
- Trentishoe
- Twitchen
- West Anstey
- West Down
- Westleigh
- Pilton West
- Witheridge
- Yarnscombe